# かいくーる
かいくーるは、山梨県東部、富士山麓に広がる郡内地域で、1000年以上の伝統を誇る織物（郡内織）を活用した製品として、山梨県産業振興課と山梨県絹人繊織物工業組合を中心に実用化・一般販売された山梨県公式の服飾ブランドである。

## 概要
沖縄のかりゆしウェアをモデルにしたクールビズを目指し、2023年（令和5年）に開催された「全国知事会議」（北杜市）で公式ウェアとして披露するなどで広報活動を展開した後、新しいブランドのシンボルマークと愛称が全国から募集された。シンボルマークには千葉県柏市の東洋平氏の作品が採用され、織物と富士山をイメージしたデザインとなっている。愛称には山梨県甲府市の田辺新造氏による「かいくーる」（甲斐×Cool）の案が採用された。

## ブランド
「かいくーる」は、山梨県の商標登録（区分第25類(被服),第35類(広告・事務)）であり、ブランド名の使用にあたっては、山梨県の委託を受けた山梨県絹人繊織物工業組合などが認定を行なっている。